# 枚方市立中宮中学校
枚方市立中宮中学校（ひらかたしりつなかみやちゅうがっこう）は、大阪府枚方市堂山一丁目にある公立中学校。枚方市のほぼ中心に位置し、校区内に京阪電車交野線、国道1号が通る。

## 学校紹介
- 学級数 1年:5学級、2年:5学級、3年:4学級、合計14学級
- クラブ数 体育系　サッカー、ラグビー、バレー、野球、陸上、男子バド、女子バド、女子卓球部、男子テ二、女子テニ11文化系：4 茶道、化学、美術、吹奏楽

合計:16（2021年現在）

## 学校行事
- 4月 入学式
- 5月後半　3年修学旅行（山梨、沖縄県、TOKYO）
- 7月 体育祭
- 10月 文化祭
- 3月 卒業式

## 歴史
地域の宅地化に伴い、1971年に枚方市立第一中学校・枚方市立第四中学校から枚方市内7番目の公立中学校として分離開校した。開校当時、体育館が施工中だったため、第1回入学式は枚方市立明倫小学校の体育館で行われた。開校後も生徒数が激増し、プレハブの仮設校舎を建てるなどの対応を行うなどしたのち、枚方市立桜丘中学校・枚方市立山田中学校の2校が分離している。校章は当時枚方市在住の庄野髙信によるデザインである。枚方市に数少ないラグビー部を開設し、2020年2021年大阪大会で2年連続【優勝】中止にはなったが2021年【全国大会初出場】という成績を残す。

## 現状
本校近隣に道路を新しく整備する際、枚方市立中宮小学校まで接していたグラウンドは大幅に減少した。現在、グラウンドにて活動を行っているクラブ同士での深刻な問題となっている。校舎は老朽化により破損箇所が年々増加し、修繕作業に追われている。最近、東日本大震災における義援金の募金活動などを行い、自然災害への関心・取り組みが認められる。現在、学校サイトを効率的に利用した情報発信を進めている。

## 沿革
- 1971年 - 開校、体育館・プール施工。
- 1973年 - 生徒増に伴い、1棟のプレハブ教室施工
- 1983年 - 従来の校区の一部を新設の枚方市立桜丘中学校・枚方市立山田中学校の校区へ分離。
- 1992年 - コンピュータ室設置。
- 1999年 - カウンセリングルーム完成。
- 2001年 - 30周年記念式典。相談室改装。
- 2002年 - 2号棟・プール・更衣室の改装、機械警備開始。
- 2005年 - 創立35周年記念事業「校訓碑除幕式」実施。
- 2006年 - 職員室にエアコン・環境教育「ソーラー風力発電装置」設置。
- 2007年 - 「心ほっとHot」メッセージ看板の設置。
- 2008年 - 校内照明器具の取り替え工事。体育館放送設備の設置。
- 2009年 - 教室棟にエアコン設置。校内LAN整備。
- 2010年 - 校舎・体育館の耐震補強工事実施。
- 2010年 - 体育館の工事
- 2019年 - ウォータークーラーの設置
- 2020年 - 体操服の改正

## 通学区域
- 枚方市立中宮小学校、枚方市立明倫小学校の通学区域の全域。
- 枚方市立山田小学校の通学区域の一部。
- 一部枚方市（市内のラグビーの越境又は通学は可能としている）

## 出身者
- 荒川大輔 - 陸上競技選手
- 勇磨猛 - 大相撲力士

## 交通
- 京阪バス 国道池之宮バス停。
- 京阪交野線 宮之阪駅 東へ約1.3km。